# Зелена Балка (Криворізький район)
Зелена Ба́лка — село в Україні, Криворізькому районі Дніпропетровської області.
Орган місцевого самоврядування — Зеленобалківський старостинський округ Новолатівської сільської ради. Населення — 522 мешканці.

## Назва
Назва походить від балки Зеленої, на вершині якої розташоване село. Ця балка бере свій початок біля с. Гейківка Криворізького р-ну і пролягає на південь, до сел. Зелене того ж р-ну.

## Географія
Село Зелена Балка знаходиться за 2,5 км від села Макарівка і за 4 км від села Зелений Луг (Криворізький район). По селу протікає пересихаючий струмок з загатами. Поруч проходить автомобільна дорога Н11.

## Історія
За результатами краєзнавчих досліджень місцевого історика-краєзнавця Віктора Дерхо стало відомо, що село Зелена Балка засноване в 1816 році полтавськими дворянами -  представниками козацьких родів Лубенського полку Полтавської губернії: відставним поручиком Ольвіопольського гусарського полку Феодосієм Лук'яновичем Нестеренко (1783—07.12.1853) (звідси походить його друга назва «Нестеренкова» (Нестерівка), яка була  поширена серед жителів села протягом 19-20 ст.)  та його тестем корнетом Миколою Верещакою (1757-?). Феодосій Нестеренко був одружений з Пелагеєю Миколаївною, донькою корнета Миколи Верещаки. Землі, на яких було засноване село  були пожалувані ротмістру Ольвіопольского гусарського полку Гнату Радойчину російським імператором Олександром І. Гнат Радойчин в 1807 році помер у полоні. В 1810 році мати та рідні сестри Радойчина, як спадкоємці, отримали ділянку землі при балці Зеленій тоді Єлисаветградського повіту Херсонської губернії в розмірі 500 десятин. Пізніше вони продали цю землю поміщику Ольвіопольського повіту корнету Юрчевському. За цих господарів заселення даних земель ще не відбувалося. 29 листопада 1816 року у Херсонській палаті Цивільного суду корнет Юрчевський та поручик Феодосій Нестеренко уклали купчу на землі при балці Зеленій у розмірі 500 десятин. Земля куплялася спільним коштом Феодосія Нестеренка та його тестя Миколи Верещаки, але в різних частинах. Нестеренко заплатив за 200 десятин, а Верещака за 300 десятин. За домовленістю господарі управляли землею спільно. Тільки в 1830 році Микола Верещака забажав розмежувати ділянку, щоб виокремити свою частину. Заселення Зеленої Балки, як хутора Нестеренка та Верещаки, розпочинається з 1816 року.  Із села Плехів Оржицької волості Лубенського повіту Полтавської губернії (батьківщина Феодосія Нестеренка) були переведені селяни: 12 душ чоловічої статті та 11 душ жіночої. Для селянських родин Кондратенків, Руденків, Литвинів та ін. Феодосій Нестеренко збудував п'ять хат, а для себе будинок, млин та господарські будівлі. Микола Верещака для себе окремо збудував будинок, а для своїх селян, ймовірно, Стрижибиків, одну хату.  
17 жовтня 2014 року у селі невідомі завалили пам'ятник Леніну.

## Населення
Згідно з переписом УРСР 1989 року чисельність наявного населення села становила 553 особи, з яких 247 чоловіків та 306 жінок.
За переписом населення України 2001 року в селі мешкала 521 особа.

### Мова
Розподіл населення за рідною мовою за даними перепису 2001 року:
| Мова       | Відсоток |
| ---------- | -------- |
| українська | 93,30 %  |
| російська  | 5,56 %   |
| білоруська | 0,77 %   |
| молдовська | 0,19 %   |

## Економіка
- ТОВ «Агроінвест».

## Об'єкти соціальної сфери
- Школа.
- Амбулаторія.